# Boophis tephraeomystax
Boophis tephraeomystax là một loài ếch trong họ Mantellidae. Chúng là loài đặc hữu của Madagascar.
Các môi trường sống tự nhiên của chúng là các khu rừng khô nhiệt đới hoặc cận nhiệt đới, rừng ẩm vùng đất thấp nhiệt đới hoặc cận nhiệt đới, xavan ẩm, vùng đất ẩm có cây bụi nhiệt đới hoặc cận nhiệt đới, sông, đầm nước ngọt có nước theo mùa, đất canh tác, các vùng đô thị, các khu rừng trước đây bị suy thoái nặng nề, và đất nông nghiệp có lụt theo mùa.

## Hình ảnh

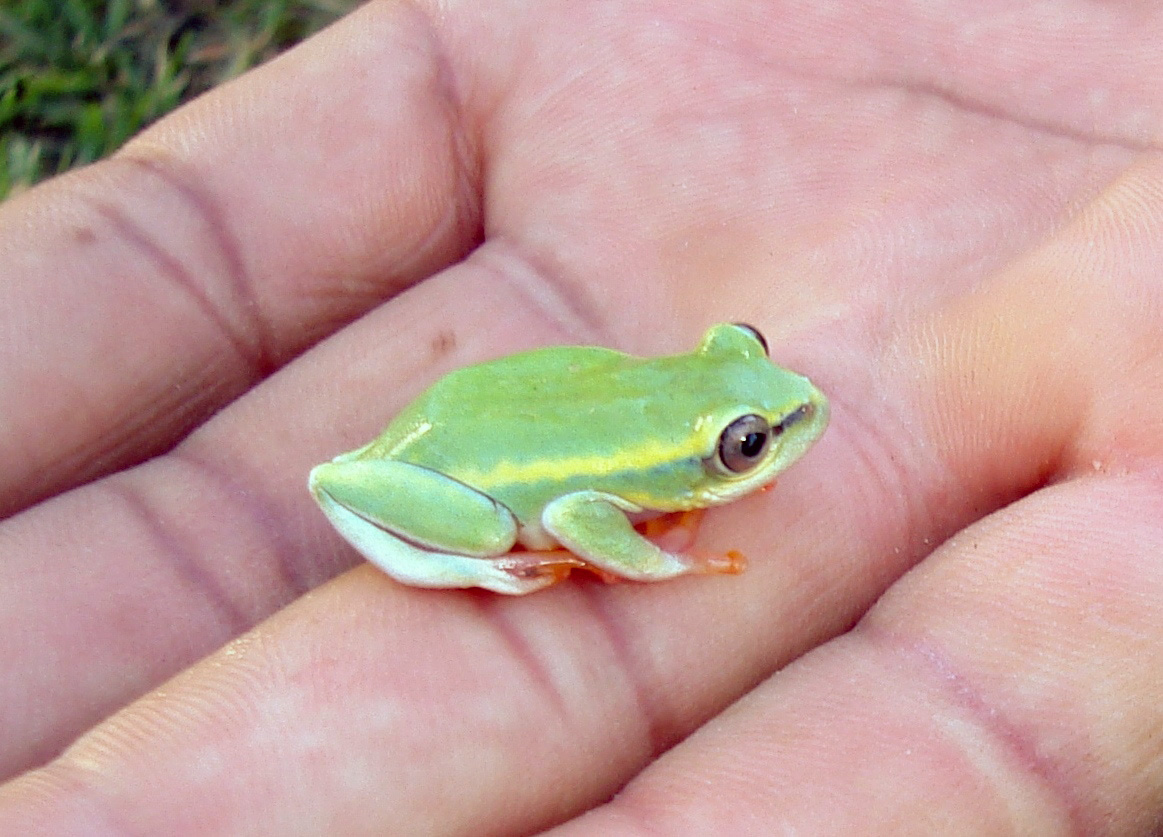